# 비카르나
비카르나(산스크리트어: विकर्ण)는 힌두 서사시 마하바라타의 등장인물이다. 카우라바 100형제 중 하나이다. 일부 판본에서는 비카르나가 카우라바 중 삼남이라고 하는데, 다른 판본에서는 장남과 차남인 두르요다나와 두샤사나의 서열만을 명확히 정해놓을 뿐 비카르나는 나머지 98형제와 함께 묶여 취급된다. 
비카르나는 비슈마, 드로나차르야, 크리파차르야 밑에서 훈련받으며 자랐다. 
샤쿠니의 주사위놀이 때 판다바들이 샤쿠니의 축복받은 주사위 때문에 연전연패하여 그들의 공동아내 드라우파디마저 담보물로 잃게 되자 두샤사나를 비롯한 카우라바들이 그녀의 머리채를 끌고 나가 옷을 벗기려 했는데, 비카르나는 카우라바들 중 유일하게 이 사기도박에 이의를 제기하고 사촌형수를 모욕하는 것을 반대했다. 그러나 아무도 비카르나에게 동조하지 않았고, 비슈마나 드로나차르야 같은 연장자들도 침묵을 지켰다. 판본에 따라서는 카르나가 비카르나에게 나서지 말라고 질책을 하기도 한다. 이 침묵 또는 질책에 대하여 비카르나는 이러한 죄를 지었으니 우리 혈통은 저주받을 것이라고 내뱉는다.
이야기의 절정인 쿠루크셰트라 전쟁 때는 그래도 동복형제인 두르요다나의 편을 들어 카우라바의 일원으로서 참전했다.  비카르나는 카우라바측의 에이스로서 몇 차례의 눈에 띄는 활약을 펼친다. 그러다 전투 제14일에 드리타라슈트라의 친아들, 즉 카우라바 100명을 모두 죽이겠다고 맹세했던 브히마를 만나 그와 겨루어 패배, 브히마의 철퇴에 최후를 맞는다. 브히마는 비카르나를 죽인 뒤 이 모든 것이 다르마에 의한 것일 뿐 비카르나와 같은 훌륭한 사람에게 악감정은 없다며 눈물을 흘린다.